# دینار طلای اسلامی

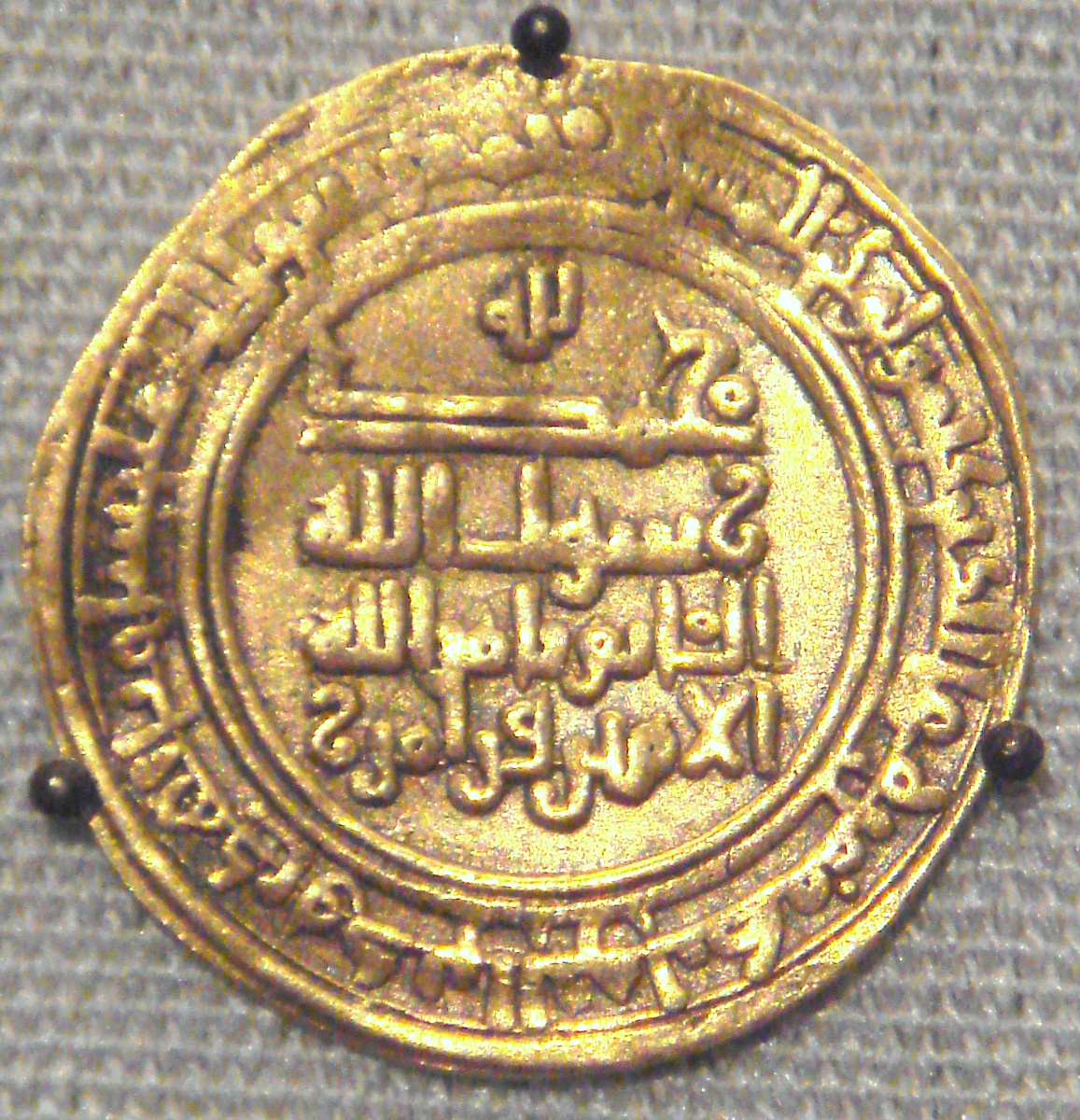
دیناری از ابومنصور فرامرز، امیر کاکویی اصفهان

دینار طلا، که آن را دینار طلای اسلامی، دینار اسلامی یا به اختصار دینار نیز می‌خوانند، نوعی سکه طلا با استاندارد وزنی ۴٫۲۵ (برابر با یک مثقال) بود که توسط خلافت اموی، عباسی و دولت‌های جانشین آن‌ها در طول دوران طلایی اسلامی ضرب می‌شد. ضرب دینار طلا در سده دوازدهم میلادی در مغرب عربی متوقف شد. در هند و خاور جهان اسلام به‌دنبال فتوحات مغول در سده سیزدهم بهای خود را از دست داد و سرانجام در مصر سده چهاردهم نیز منسوخ شد.

## پیشینه دینار اسلامی
نخستین سکه‌های دینار به احتمال زیاد در سال ۷۲ هجری قمری (۶۹۲ میلادی) در دمشق ضرب شدند و تقلیدی از سولیدوس‌های امپراتور هراکلیوس بودند. وجه تمایز آن‌ها از نمونه‌های بیزانسی، حذف کامل نمادهای مسیحی و نوشته‌های رومی همراه با ثبت متن شهادتین به زبان عربی و خط کوفی بود. در قدم بعدی در سال ۷۴ هجری قمری، نقش عبدالملک (خلیفه ایستاده) جایگزین نقوش امپراتور بیزانس و پسرانش شد و اینبار متن شهادتین پیرامون پیکر خلیفه اموی ثبت شد. هنگامی‌که این سکه‌ها به مدینه رسید هنوز گروهی از صحابه در آنجا بودند. آن‌ها ایرادی از سکه‌ها نگرفتند، جز نقش صورتی که بر آن‌ها بود. سرانجام در ۷۷ هجری قمری تمام آرایه‌های تجسمی حذف شدند و جای آن‌ها را آیاتی از قرآن به‌همراه شعارهای اسلامی توحید و نبوت گرفت. وزن دینارها نیز از استاندارد بیزانسی ۴٫۵۵ گرم به ۴٫۲۵ گرم رسید. در شمال آفریقا و اسپانیا در سده دوم هجری قمری، نصف دینار و ثلث دینار با وزن‌های ۲٫۱۲ و ۱٫۴۱ گرم ضرب شدند.
دینارها تا زمان خلافت هارون‌الرشید فاقد نام خلیفه بودند. همچنین از زمان خلافت مأمون بود که نام ضرابخانه را بر آن‌ها افزودند. عیار دینار در زمان عبدالملک ۹۰٪ و میانگین آن در زمان سایر خلفای اموی ۸۷٫۹٪ بود که در زمان خلافت هارون‌الرشید به ۹۷٫۹٪ نیز رسید.
با شکل‌گیری حکومت‌های مستقل و نیمه‌مستقل از سده نهم میلادی به بعد در گوشه‌وکنار قلمروی خلافت عباسی، آن دسته از حکمرانانی که خود را همچنان وفادار به دستگاه خلافت می‌دانستند، نام خلیفه را بر سکه‌ها می‌آوردند؛ ولی همزمان نام و عناوین افتخاری خود را هم بر سکه‌ها می‌افزودند. همچنین هر حاکم بسته به مقاصد سیاسی خود، آیات ویژه‌ای از قرآن را بر سکه‌ها ثبت می‌کرد.

## تلاش برای معرفی دوباره
از سال‌های آغازین سده ۲۱ میلادی چندین تلاش پراکنده از سوی افراد و نهادهایی به‌ویژه در کشورهای مالزی و اندونزی برای معرفی دوباره دینار طلا به نظام پولی کشورهای اسلامی صورت پذیرفت. این تلاش‌ها درمجموع نمادین و فاقد تأثیر کلان بود.

## دینار و هنرهای تجسمی
مهم‌ترین ویژگی‌های دینارهای اسلامی، عدم وجود نقوشی از انسان و حیوان و نمایش اقتدار حاکمیت اسلامی از طریق ثبت کتیبه‌هایی با محتوای دینی است. بااین‌حال چند استثنا نیز وجود دارند. از جمله چند دینار یادمانی از امیران آل بویه که چهره آن‌ها را در هیبت شاهنشاهان ساسانی همراه با عنوان شاهنشاه نشان می‌دهند. یکی از سلاطین ممالیک مصر با نام بیبرس نیز نقشی از پلنگ (یا شیر) را بر سکه‌های تحت حکومتش استفاده می‌کرد.

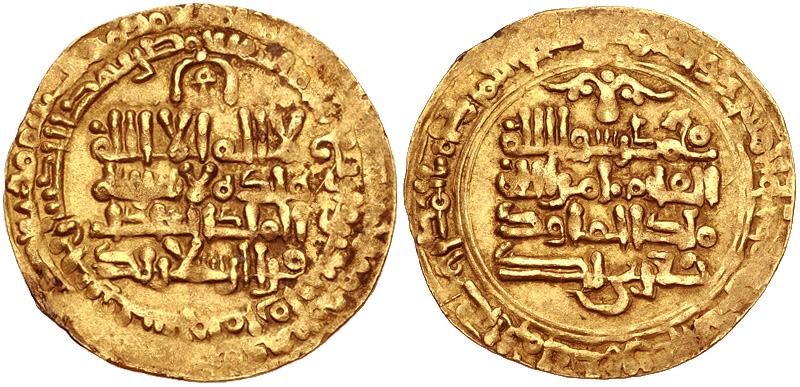
دیناری از قاورد، پادشاه سلجوقیان کرمان

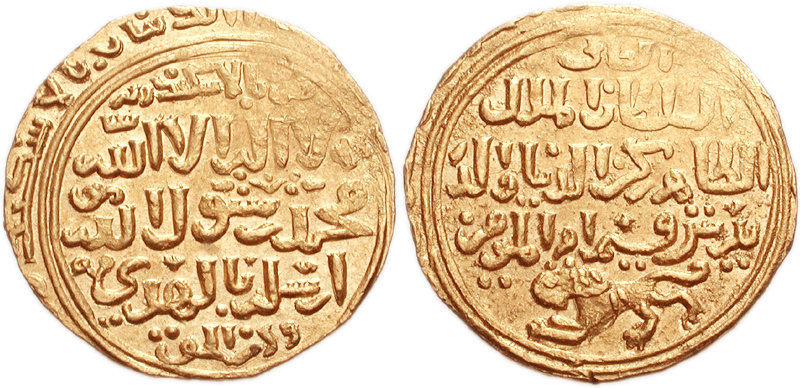
دیناری از بیبرس، سلطان سلطنت ممالیک

در زمان حکومت‌های آل بویه، غزنویان و سلجوقیان گاه از نقوشی چون هلال، اسلیمی و کمان برای تزئین دینار استفاده می‌شد.